# Hilversum
Hilversum é um município dos Países Baixos, na província da Holanda do Norte. Localizado na região denominada "'t Gooi", também dá nome à maior cidade daquela área. É cercada por charnecas, florestas, campinas, lagos e vilarejos. Hilversum faz parte do Randstad, uma das maiores conurbações da Europa.

## A cidade de Hilversum
Hilversum fica a 25 km a sudeste de Amsterdã e 14 km ao norte de Utrecht.
A cidade é freqüentemente denominada "cidade da mídia" visto que é o principal centro de radiodifusão dos Países Baixos. A Rádio Nederland, ouvida mundialmente via ondas curtas desde a década de 1920, está localizada lá. Hilversum é a sede de um vasto complexo de estúdios de som e televisão perencentes à empresa de teledifusão nacional NOB, bem como estúdios e escritórios das organizações públicas de teledifusão e de muitas redes de televisão comerciais.
Hilversum também é conhecida pela imponente arquitetura do prédio da prefeitura (o "Raadhuis"), projetado por Willem Dudok (1884-1974).
Hilversum possui uma biblioteca (eram três, mas duas fecharam por problemas financeiros), duas piscinas públicas (Hellemond Sport e De Lieberg), vários centros esportivos e comerciais (tais como Hilvertshof, Kerkelanden, Riebeeck-Galerij, Severijn e Chatham). O centro da cidade é conhecido como het dorp, ou seja, "a vila".
Em 1958, a cidade foi a anfitriã da III edição do Festival Eurovisão da Canção.